# 科季夫卡 (安德魯紹夫卡區)
49°58′9″N 28°57′27″E / 49.96917°N 28.95750°E
科季夫卡（烏克蘭語：Котівка），是烏克蘭北部的村莊，隸屬日托米爾州的別爾季切夫區。該村始建於1805年，面積8.01平方公里，海拔高度220米，2001年人口244，人口密度每平方公里30.48人。